# Kathryn Kusner
Kathryn Kusner (n. 21 martie 1940, Gainesville, Florida, SUA) este o călăreață ce a reprezentat Statele Unite ale Americii, medaliată olimpică. A participat la 3 ediții ale Jocurilor Olimpice (1964, 1968, 1972) în care a câștigat o medalie de argint.